# Стоякина, Марфа Николаевна
Марфа Николаевна Стоякина (1913, Воронежская губерния — неизвестно, посёлок Очхамури, Кобулетский район, Аджарская АССР, Грузинская ССР) — рабочая Очхамурского совхоза имени Сталина Министерства сельского хозяйства СССР, Кобулетский район, Аджарская АССР, Грузинская ССР. Герой Социалистического Труда (1950). Депутат Верховного Совета Грузинской ССР.

## Биография
Родилась в 1913 году в крестьянской семье в одном из сельских населённых пунктов Воронежской губернии. После окончания местной начальной школы трудилась в сельском хозяйстве. В послевоенные годы поехала на работу по набору в Кобулетский район Аджарской АССР, где требовались рабочие на чайные плантации местных сельскохозяйственных предприятий. Трудилась в Очхамурском совхозе имени Сталина (с 1961 года — имени XXII съезда КПСС) Кобулетского района, директором которого был Иван Самсонович Путуридзе. За выдающиеся трудовые достижения по итогам работы в 1948 году награждена Орденом Ленина.
В 1949 году собрала 6389 килограмма зелёного чайного листа на участке площадью 0.5 гектара. Указом Президиума Верховного Совета СССР от 31 июля 1950 года удостоена звания Героя Социалистического Труда за "получение высокого урожая сортового зелёного чайного листа и цитрусовых плодов в 1949 году с вручением ордена Ленина и золотой медали «Серп и Молот» (№ 5288).
Этим же указом званием Героя Социалистического Труда были награждены труженики совхоза имени Сталина чаеводы Татьяна Алексеевна Шевелёва, Пелагея Евдокимовна Лысова, Константин Андреевич Соболев и Раиса Васильевна Юртаева.
За выдающиеся трудовые достижения в чаеводстве по итогам 1950 года была награждена третьим Орденом Ленина.
Избиралась депутатом Верховного Совета Грузинской ССР. Неоднократно участвовала в работе Всесоюзной выставки ВДНХ, где получала награды и медали.
После выхода на пенсию проживала в посёлке Очамхури. Дата смерти не установлена.
Награды
- Герой Социалистического Труда
- Орден Ленина — трижды (05.07.1949; 1950; 27.07.1951)
- Медали ВДНХ.